# 5912 Оятосіюкі
5912 Оятосіюкі (5912 Oyatoshiyuki) — астероїд головного поясу, відкритий 20 грудня 1989 року.
Тіссеранів параметр щодо Юпітера — 3,501.
Названо на честь Оя Тосіюкі (яп. おおや・としゆき(大谷俊行) о:я тосіюкі)